# Anneli Bramvehl
Lotta Anneli Cecilia Bramvehl, född den 8 juni 1970, är en svensk moderat politiker och kommunalråd i Karlskoga kommun.
Sedan 1 januari 2019 är hon kommunalråd i Karlskoga kommun. Hon är även ordförande för Karlskoga näringsliv och turism AB. Hon var även sedan den 1 januari 2019 ordförande för moderaternas partiförening i Karlskoga. I oktober 2020 meddelade Bramvehl att hon lämnar sin post som ordförande i partiföreningen.